# Svídnická údolní dráha
Svídnická údolní dráha (německy Schweinitztalbahn) je  zrušená peážní železniční tratě v Krušných horách v údolí potoka Svídnice na česko-německém pomezí. Trať byla dokončena v letech 1926–1927 a spojovala města a obce Olbernhau-Grünthal, Brandov a Deutschneudorf. V roce 1966 byla na této trati zrušena osobní doprava a nákladní doprava v roce 1969. Svídnická údolní dráha je železnicí s nejkratší dobou provozu v Sasku.

## Historie

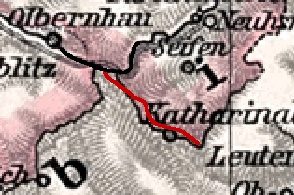
Trasa Svídnické údolní dráhy

Prvním podnětem na zřízení železnice v údolí Svídnice se zabýval saský zemský sněm v Drážďanech již v roce 1887, kdy projednával petici obcí Oberlochmühle, Deutschkatharinenberg, Deutschneudorf, Brüderwiese a Deutscheinsiedel. Pohraniční obce žádaly o stavbu úzkorozchodné trati z Olbernhau. Trať měla být prodloužena až na české území do stanice Louka. Žádost však byla zamítnuta. Druhý pokus v roce 1908 byl již úspěšný a 12. února byla schválena subvence na stavbu trati s běžným rozchodem kolejí ve výši 1,11 miliónů marek. Stavební povolení bylo vydáno až 13. srpna 1913, protože se Sasko nemohlo dohodnout s Rakouskem na prodloužení trati do Čech. Podmínka výstavby nádraží v českém Brandově spočívala v prodloužení trati až do mosteckého revíru, odkud by bylo možno do Saska dovážet hnědé uhlí. Také vyšší náklady na stavbu trati s běžným rozchodem kolejí měly být kompenzovány rozvojem nákladní dopravy.
Stavět se začalo 23. června 1914 a dělníci postupovali z konečných stanic Oberneuschönberg a Deutschneudorf. Dne 16. ledna 1916 uzavřelo Německo a Rakousko-Uhersko smlouvu o peážním provozu pro úsek u Brandova. V tomto roce již byly postaveny viadukty a část železničního svršku, avšak práce byly v důsledku první světové války zastaveny. Na stavbě nádražních budov se vůbec nezačalo. Pouze v roce 1915 byly postaveny správní budovy v Niederlochmühle a Deutschkatharinenbergu. Po skončení války se nedostávalo financí na dokončení tratě a navíc Československo neuznalo mezinárodní smlouvu z roku 1916. Trať se proto podařilo dokončit až v letech 1926–1927.
Slavnostní otevření tratě proběhlo dne 2. května 1927, kdy z Olbernhau do Deutschneudorfu vyjel první vlak. Na trati byly nejprve nasazeny dva páry osobních vlaků, které vyjížděly ze stanice Olbernhau. Vlak zastavoval ve stanicích a zastávkách Olbernhau-Grünthal, Brandau (zastávka byla otevřena až 15. června 1928 a sloužila pouze pro osobní dopravu), Niederlochmühle, Oberlochmühle, Deutschkatharinenberg a konečné stanici Deutschneudorf. Doba jízdy trvala zhruba 35 minut. Významný podíl v provozu na trati měla nákladní doprava. Po zabrání Sudet v roce 1938 odpadla na brandovském nádraží celní kontrola. Po druhé světové válce tudy vlaky pouze projížděly mezi strážnými stanovišti.
Téměř přesně po 39 letech dne 21. května 1966 byla na trati zrušena osobní doprava a nahrazena autobusy. Pro nákladní dopravu sloužila trať do 26. září 1969.

## Pozůstatky tratě

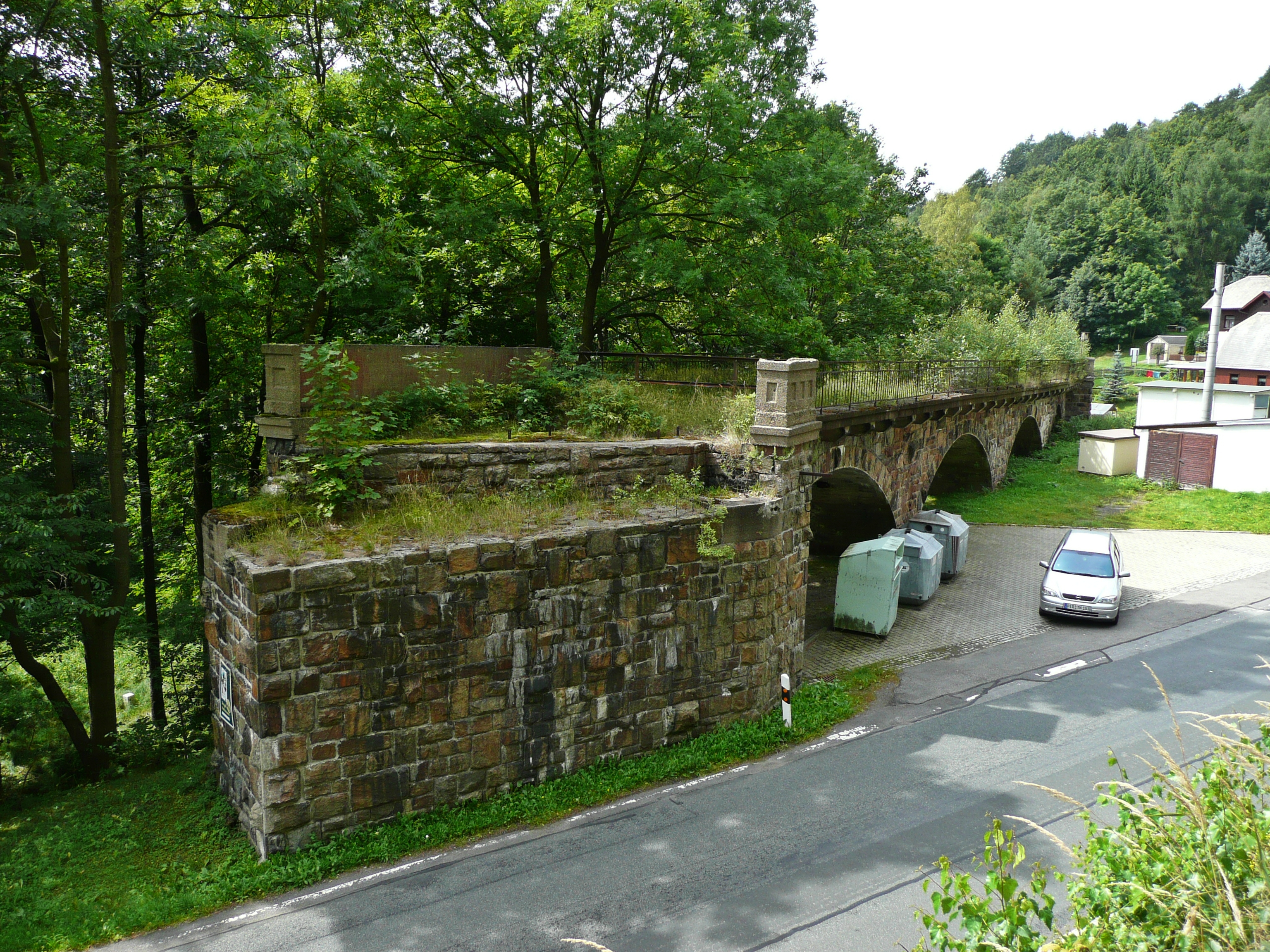
Viadukt v Oberlochmühle

V současnosti se po údolní dráze dochovalo jen několik stavebních pozůstatků (mostů, opěrných zdí a nádražních budov), převážně na německé straně. Veškeré nádražní stavby v Brandově byly do roku 1970 zbourány a v roce 1971 byly sneseny kolejnice a železné části viaduktů.
Koleje zůstaly v provozu od nádraží Olbernhau-Grünthal k odbočce Neuschönberg s původním stavědlem. Po několika desítkách metrů je kamenný most přes Flájský potok, který tvoří státní hranici Německa a České republiky. Další dochovanou stavbou je bývalá nádražní budova v Niederlochmühle, nachází se v areálu stavební firmy. Část původního náspu slouží dnes za odbočkou na Seiffen jako silnice. V Oberlochmühle se dochovala dřevěná budova stanice a po několika metrech se nachází dlouhý obloukový kamenný viadukt.